# محميات الجانب
محميات الجانب (الاسم العلمي:Tectipleura) هي أصنوفة عليا من الرخويات تتبع أصنوفة متباينات الخيشوم من طائفة بطنيات القدم.

## التصنيف
- أصنوفة محميات الجانب
  -     - أصنوفة رئويات عمومية
      - فوق فصيلة الهريمينات
        - فصيلة الهريمات
          - أسرة الهريماوات
            - القبيلة الهريماوية
              - جنس الهريمة